# Vaux-et-Chantegrue
Vaux-et-Chantegrue település Franciaországban, Doubs megyében. Lakosainak száma 663 fő (2022. január 1.). Vaux-et-Chantegrue La Planée, Bonnevaux, Bouverans, Labergement-Sainte-Marie, Malpas, Remoray-Boujeons és Mignovillard községekkel határos.

## Népesség
A település népessége az elmúlt években az alábbi módon változott:
| Lakosok száma | 562  | 544  | 577  | 585  | 606  | 624  | 630  | 638  | 663  |
|               | 2013 | 2015 | 2016 | 2017 | 2018 | 2019 | 2020 | 2021 | 2022 |